# 관미성
관미성(關彌城)은 고대 한국의 삼국 시대(三國時代)의 성(城)이다.
5세기 초에 세워진 『광개토대왕릉비(廣開土大王陵碑)』 영락(永樂) 6년(396년)조에 등장하는 각미성(閣彌城)의 다른 표기, 또는 기록의 관미성의 오류로 지적되었다.

## 개요
원래 백제(百濟)의 땅으로서 「북쪽 변경의 중요한 요새」로 여겨진 중요한 요새였다. 그러나 391년 겨울 10월, 고구려(高句麗)의 광개토왕(廣開土王)이 이 성을 일곱 길로 나누어 20여 일 간 공격하여 점령하였다.
이로 인해 391년 11월 진사왕은 죽게되고 그해 아신왕이 옹립되었다.
백제의 아신왕(阿辛王)은 392년 8월에 좌장(佐將) 진무(眞武)를 파견해 관미성의 탈환을 시도하였으나 실패하였다.
『광개토대왕릉비』에 따르면 영락 6년(396년) 백제를 공격한 고구려의 광개토대왕은 아신왕의 항복을 받아내고, 백제령이었던 58성 700촌(村)을 차지하고 돌아왔다고 되어 있으며, 이때 58성의 하나로서 각미성이 등장하고 있다.
두 성을 같은 곳으로 볼 경우 《삼국사기》에는 391년에 정벌한 것으로, 비문에는 396년에 정벌한 것으로 되어 있어 양 기록 간에 시간적 불일치를 보이는데, 이는 비문이 광개토왕의 업적을 종합적으로 정리하는 방식을 취하며 쓰여졌음을 생각할 때 백제 방면의 정벌이 일단락된 396년조에서 쓰게 된 것이 아닐까 여겨진다.

## 위치
《삼국사기》 고구려본기에는 관미성의 지형에 대해 「사면이 가파른 절벽에 바닷물로 둘러싸여 있었다」고 서술하고 있다.
관미성의 현재 위치에 대하여는 지금의 인천광역시 강화군 교동도를 지목한 설과 (이병도), 개성(開城) 부근설 (武田行男), 경기도 파주시 교하동의 오두산성(烏頭山城)설 (윤일녕), 산동반도설 등이 있다.